# غميز (مقاطعة فراهان)
غميز (بالفارسية: گمیز) هي قرية تقع في مركزي في إيران. يقدر عدد سكانها بـ 21 نسمة .